# Axel Cassel
Pour les articles homonymes, voir Cassel.
Axel Cassel, né Axel Limmeroth le 30 avril 1955 à Cassel en Allemagne et mort le 9 mai 2015 à Lisieux, est un sculpteur, graveur et illustrateur d’ouvrages bibliophiliques. Il est principalement sculpteur sur bois et aquafortiste.
Vivant en France depuis 1969, il s’est installé dans un village normand où il a établi sa maison familiale et son premier atelier. Il a épousé Malgorzata Paszko, artiste peintre d’origine polonaise.

## Biographie
Né en Allemagne, il grandit dans le Midi de la France. Il fait des études de droit à La Sorbonne qu'il abandonne pour la peinture et s’inscrit à l’École Nationale Supérieure des Beaux-Arts de Paris. Plus tard, il découvre la sculpture qui deviendra son activité principale. En 1990, il quitte Paris pour la Normandie où il installe ses deux ateliers.
Il avait une profonde admiration pour les travaux de Constantin Brancusi.
Observateur passionné de la nature, il construit ses œuvres en regardant le mouvement de l'eau dans les rivières, le craquèlement de la terre, le positionnement des feuilles sur une branche. À partir de là, il crée des suites de sculptures en forme des feuilles, graines, toupies et diabolos, assemblages de coupelles en hommage au poète chinois Li Po, vortex, volutes et fumées. Il réalise également des installations.
Il crée principalement des sculptures sur bois ainsi que des bronzes, des plâtres et des terres cuites.
Axel Cassel expose ses œuvres de 1978 à 2015 dans plusieurs musées et galeries, à Paris, en province et à l’étranger.
Comme graveur, il a illustré une quarantaine de livres bibliophiliques dont plusieurs avec Michel Butor, Fernando Arrabal.
Comme le collectionneur américain Michael C. Rockefeller, il fait un long voyage en Papouasie-Nouvelle-Guinée et en Irian Jaya en 1984 et 1986. Ensuite il visite plusieurs pays : Java, Bali, Burkina Faso, Népal, Inde, Togo, Bénin, Tanzanie. 
Il aime les arts premiers et s’entoure de sculptures africaines et océaniennes. Amateur de jazz, il organise des concerts chez lui, en Normandie et un festival à Paris Plusieurs musiciens ont créé et dédié leurs œuvres à Axel Cassel.

## Style
Au début des années 1980, il réalise une suite de performances, ses « archéologies imaginaires », dans le chantier des Halles à Paris. Cet événement est filmé par le Centre National d’Art et de Culture Georges-Pompidou à Paris (Installation urbaine, 1982, Centre Georges-Pompidou).
En 1984, ses premières sculptures peintes en terre crue et matériaux mixtes sont montrées pour la première fois à la galerie La Hune. Ensuite, la galerie Albert Loeb expose ses œuvres inspirées de l‘art africain et océanien. A ce moment l’artiste introduit dans son travail des éléments bruts des chantiers.
À partir des années 1990, où il s’établit à la campagne, les formes végétales deviennent de plus en plus présentes dans sa sculpture, rattachée à la figure humaine. (Figure feuille, Entre la tige et la feuille).
Une partie de son œuvre vient de l’observation du mouvement, comme la suite de Diabolos et des Toupies (6) en terre cuite, plus tard les Vortex. Ses dernières œuvres viennent de l’observation des volutes de la fumée et de l’idée de matérialiser l’éphémère (Cloud, Petite usine et volutes, 2011-2013). Il envisageait une suite dédiée aux coquillages. Développement d’un coquillage en 2015 est sa dernière sculpture.
Son style évolue constamment. L'artiste considère qu’en général, un cycle de travail sur un sujet dure en moyenne 2 ans, ensuite il devient répétitif. Donc il faut impérativement changer pour éviter l’ennui.
Le style d’Axel Cassel a peut-être été inspiré par Alberto Giacometti, encore que l'on ne puisse pas rapprocher ses sculptures de « L'Homme qui marche », ainsi que l'indique Olivier Céna. C'est l'aspect longiligne de ses premières productions qui a suggéré ce rapprochement.
Axel Cassel est surtout un sculpteur voyageur qui s'est imprégné des méthodes des sculpteurs Asmats de Papouasie Nouvelle Guinée en 1984 et qui les a traduites en un style personnel. C'est au cours de ces voyages qu'il a attrapé la malaria, titre que Michel Butor a donné à l'un des nombreux ouvrages qu'il a réalisés en collaboration avec le sculpteur.
Le bois, notamment l’iroko est sa matière de prédilection. Peu d'ouvrages ont été rédigés sur son œuvre et sa vie, mais il existe un grand nombre de catalogues d'exposition : les sculptures de Cassel ont été montrées dans de nombreuses galeries et musées. Artiste discret, il entretient des rapports amicaux avec Gérard Barrière (décédé en 2010) et Michel Butor (décédé en 2016).

## Œuvres
Axel Cassel a fait une soixantaine d'expositions personnelles dans des galeries et des musées (entre autres : musée du Château de Montbéliard, galeries Biren, Albert Loeb, Koralewski et Sellem à Paris, Fred Lanzenberg à Bruxelles, Alice Mogabgab à Beyrouth, Simoncini à Luxembourg). 

## Catalogues d'exposition
- Installations, Galerie Biren, 1982
- Sculptures, Galerie Albert Loeb, 1986
- Sculptures / Assemblages, Keats Gallery, 1988
- Axel Cassel / Malgorzata Paszko, Galerie Titanium, 1991
- Sculptures, Galerie Albert Loeb, 1988, 1990 (texte de Gilbert Lascault), 1992 (texte de Gérard Barrière)
- Sculptures, Galerie de l’Étoile, 1994
- Sculptures, texte de Pascal Bataille, Galerie Pierre Nouvion, 1994
- Conversations, texte de Marc Sagnol, Institut Français de Dresde, 1995
- Sculptures, Galerie Simoncini, La Tour des Cardinaux, Koralewski, 1999
- Terres Cuites, Galerie Albert Loeb, 2001
- Figures / Feuilles, Galerie Capazza, 2003
- Bois et Bronzes, Galerie Fred Lanzenberg, 2003
- Sculptures récentes, Galerie Koralewski, 2005
- Sculptures récentes, texte de Gérard Barrière, poèmes de Li-Po, Galerie Simoncini, 2007
- Sculptures, texte de Françoise Pirovalli, Clairmarais Kunsthuis, 2008
- Sculptures, textes de Michel Butor, Françoise Monnin, Galerie Sellem, Galerie Koralewski, 2009
- Volutes et Fumées, texte de Emmanuel Dayde, Galerie Fred Lanzenberg, 2013

## Collections publiques
- Museum of Modern Art, New York
- Sara Hildén Art Museum, Tampere, Finlande
- Museum Beelden ann Zee, Pays-Bas
- Musée des beaux-arts, Sarajevo
- Musée Enku, Gifu, Japon
- Musée du Château de Montbéliard
- Ville de Nantes, Sculpture monumentale, Opéra
- Jardin des pêcheurs, Principauté de Monaco
- Ministère d'État, Principauté de Monaco
- Sept sculptures quartier Saint Gilles, Bruxelles
- Centre national d'art contemporain, Paris
- Fonds National d'Art Contemporain, Paris
- Bibliothèque Nationale de France, Paris
- Bibliothèque nationale de Luxembourg
- Artothèque, Caen
- Artothèque, Annecy
- Banque Paribas, Paris
- Banque Paribas, Luxembourg
- Caisse des Dépôts et Consignations, Paris
- Banque de l'Union Occidentale, Paris

## Filmographie
- Pierre Devert, Axel Cassel Installation Urbaine, Centre Georges-Pompidou, 1982
- Liliane Thorn-Petit, Axel Cassel, dans la série Portraits d'artistes RTL, 1987
- Frédéric Gesu, Axel Cassel portrait d'artiste, juillet 1996, sur YouTube
- Frédéric Gesu, Axel Cassel Nançay Figures / Feuilles, 2003